# Catalonia (Schiff)
Die Catalonia war ein 1881 in Dienst gestellter Ozeandampfer der britischen Reederei Cunard Line, der im Passagierverkehr auf der Route Liverpool–Queenstown–New York eingesetzt wurde. Das Schiff wurde 1901 zum Abbruch nach Italien verkauft.

## Geschichte
Das 4.841 BRT große Dampfschiff Catalonia wurde in Clydebank (Schottland) auf der Werft J. & G. Thomson, dem Vorgänger von John Brown & Company, gebaut und lief am 14. Mai 1881 vom Stapel. Sie war das erste von drei Schwesterschiffen, dem die Cephalonia (Bj. 1882) und die Pavonia (Bj. 1882) folgten.
Der 130,9 Meter lange und 13,1 Meter breite Dampfer wurde aus Eisen gebaut, hatte einen Schornstein, drei Masten und einen Einzelpropeller. Die Höchstgeschwindigkeit lag bei 13 Knoten (24 km/h). An Bord war Platz für 200 Passagiere in der Ersten und 1.500 in der Dritten Klasse. Am 6. August 1881 lief die Catalonia in Liverpool zu ihrer Jungfernfahrt nach New York via Queenstown aus. Am 3. März 1883 legte sie zu ihrer letzten Fahrt auf dieser Route ab, wonach sie ab dem 18. April 1883 auf der Strecke Liverpool–Queenstown–Boston verkehrte.
Am 7. Mai 1882 brach während einer Fahrt von New York nach Liverpool etwa 1200 Seemeilen östlich von Sandy Hook die Welle des Schiffs. Die Catalonia hatte New York am 3. Mai unter dem Kommando von Kapitän Gill mit 108 Passagieren Erster und 70 Passagieren Dritter Klasse verlassen. Der Passagierdampfer Labrador der Compagnie Générale Transatlantique (Kapitän Joucla) sah die Notraketen der Catalonia und kam ihr zu Hilfe. Nach Absprache unter den beiden Kapitänen setzte die Labrador ihre Fahrt fort und die Catalonia fuhr unter Segel aus eigener Kraft nach Liverpool.
Am 19. September 1899 begann die Catalonia ihre letzte Atlantiküberquerung. Nachdem sie im November 1899 für eine Fahrt als Truppentransporter und Gefängnisschiff im Burenkrieg eingesetzt wurde, wurde sie außer Dienst gestellt und am 24. Mai 1901 in Genua abgewrackt.